# Psettodes belcheri
Psettodes belcheri is een straalvinnige vissensoort uit de familie van grootbekbotten (Psettodidae). De wetenschappelijke naam van de soort is voor het eerst geldig gepubliceerd in 1831 door Bennett.